# الدوري السويدي لكرة اليد
الدوري السويدي لكرة اليد (Handbollsligan) هو الدوري الرئيسي لكرة اليد للمحترفين في السويد. يدار من قبل اتحاد كرة اليد السويدي. تأسس في سنة 1931، ويتكون حاليا من قبل 14 فريقا.